# Francesc Nel·lo i Ventosa
Francesc Nel·lo i Ventosa (Tarragona, 2 de juliol de 1907 - Barcelona, 21 de juliol de 1997) fou ninotaire, dibuixant, escenògraf, interiorista i restaurador. Publicà regularment vinyetes gràfiques d'actualitat en diversos diaris i revistes de la premsa republicana, fou membre i secretari del Sindicat de Dibuixants Professionals de Catalunya, s'allistà com a tinent voluntari de l'Exèrcit Popular de la República i, a partir dels anys seixanta, exercí com a professor a l'Escola Massana de Barcelona.

## Orígens familiars i formació
Francesc Nel·lo i Ventosa va néixer a Tarragona. Va ser el quart fill de Francesc Nel·lo i Chacón i d'Anna Ventosa i Pina. Francesc Nel·lo i Chacón, que provenia d'una família d'impressors tarragonins, va estudiar dret a Barcelona, sent company de curs de Lluís Companys i Francesc Layret. De retorn a Tarragona, vengué el negoci familiar i es dedicà a l'advocacia i la política. Va ser regidor de l'Ajuntament de Tarragona pel moviment de “La Popular”, vinculat a les iniciatives de Solidaritat Catalana. La seva esposa morí el 1919 degut a l'epidèmia de grip. Francesc Nel·lo i Ventosa, que aleshores tenia dotze anys, es traslladà amb la seva família a viure a Barcelona, a un pis de la Rambla de Catalunya. Tot i així, continuà anant a Tarragona de tant en tant, al mas que tenia la família a la platja dels Cossis. Durant tota la seva vida mantingué sempre un fort vincle amb la ciutat i freqüentà la família i els amics que hi tenia.
Un cop a Barcelona, Nel·lo, que a Tarragona s'havia iniciat a la pintura sota el mestratge de Pere Ferran, continuà els seus estudis artístics a la Llotja, amb el mestre Josep Mongrell i Torrent i els professors Montaner i Labarta. Posteriorment, Nel·lo completà la seva formació artística. Recorregué tallers de mestres prestigiosos, com el taller de serigrafia de Josep Alumà i Masvidal i el taller d'escenografia de Salvador Alarma i Tastàs. En el camp de l'interiorisme, la seva formació fou amb Jaume Llongueres i Badia, amb qui més endavant col·laborarà professionalment durant molts anys. El 1930 es casà amb Marina Germán Martorell, amb la que tindria dos fills: Francesc, nascut l'any 1931, i Marina, nascuda el 1935.

## Ninotaire a la premsa republicana
Francesc Nel·lo començà a publicar de manera regular en la premsa gràfica barcelonina des de l'inici de la Segona República Espanyola. Els primers dibuixos daten de 1931 a l'Esquella de la Torratxa i a La Humanitat. A partir d'aquest any, Nel·lo iniciarà una extensa i prolífica obra gràfica dibuixant per altres setmanaris de la premsa catalana de l'època com La Campana de Gràcia o Papitu, per citar-ne els més rellevants. Aquesta faceta com a dibuixant i ninotaire es veurà interrompuda definitivament a l'inici de la Guerra Civil, l'any 1936, quan decidí abandonar la redacció d'aquests mitjans per entrar a formar part de l'exèrcit republicà.
L'any 1931 Francesc Macià crea el diari La Humanitat amb la intenció de presentar un model periodístic oposat al del grup L'Opinió i iniciar així un mitjà capaç de reagrupar i distribuir l'ideari polític d'Esquerra Republicana de Catalunya. Nel·lo s'hi incorporà el mateix any de la seva creació, quan comptava tot just amb vint-i-quatre anys. Hi publicà de manera regular fins a l'any 1936, quan esclatà la Guerra Civil Espanyola, moment en què abandonà Barcelona per a combatre al front. Amb una forta càrrega política, el dibuix de Nel·lo a La Humanitat es caracteritza, com la majoria de les seves il·lustracions, per l'ús d'un traç lleuger i precís. Realitzats la majoria d'ells -a excepció d'alguns collages- mitjançant tinta diluïda amb aigua, la línia de Nel·lo se situa molt pròxima a la d'altres dibuixants de l'època com Shaun o Bartolí, però mantenint en tot moment un estil molt personal.
Aquell mateix any també entrà a la plantilla de L'Esquella de la Torratxa, setmanari satíric que es definia en el moment de la seva creació, l'any 1872, com "Periòdich satírich, humorístich, il·lustrat y literari". Nel·lo entrà a formar-hi part l'any 1931, juntament amb Feliu Elias "Apa" i Tísner. Francesc Nel·lo hi dibuixà de forma més o menys regular l'any 1936. L'obra gràfica de Nel·lo a l'Esquella seguí una trajectòria molt similar a la que presenta al diari La Humanitat o al setmanari La Campana de Gràcia. Durant la seva estada a l'Esquella dibuixà prop de 180 vinyetes de diferent format; des de la il·lustració i el suport del text fins a portades, contra portades o vinyetes autònomes. Un cop més, la seva càrrega política es converteix en un dels trets més singulars dels seus dibuixos, dotant-los d'una profund biaix satíric i humorístic, sovint càustic i irreverent; seguint t la línia que mantenia, com veurem, a la Campana o al Papitu. Igualment, l'any 1932 Nel·lo començà a dibuixar per La Campana de Gràcia juntament amb Gargallo i Passarell, donant per acabada la seva tasca a la revista l'any 1934. Finalment, l'any 1936 inicià una curta col·laboració amb el setmanari Papitu, incorporant-se a la segona fornada de dibuixants formada, entre d'altres, per Opisso, Joan Colom i Agustí "Adam" o Melcior Niubó "Niv-Bo", donant per acabada així la seva estada al món de la premsa gràfica política.

### Anàlisi de l'obra gràfica
Pel que fa a l'estil de Nel·lo en relació amb el panorama gràfic contemporani caldria destacar-ne la seva adscripció a l'estil berlinès de George Grosz, pròpia dels dibuixants de la premsa socialista de principis de segle. Resulta interessant contrastar aquest estil amb el que mantenia la premsa conservadora, més pròxima a la línia clara de tipus còmica com la del belga Hergé o la de l'americà Segar. Aquest tipus de producció fou adaptada a Catalunya per Valentí Castanys i Francesc Fontanals, mentre que Nel·lo i la resta de dibuixants i ninotaires que citarem a continuació s'aproximaven o bé a la figuració subjectivista de George Grosz o a l'abstracció constructivista russa de Lisicky o Smolensk. D'altra banda, el format dels seus dibuixos s'havien d'adaptar al format premsa, convertint-se la majoria d'ells en dibuixos de “suport”, ja sigui de text o de crònica periodística. No obstant també destaquem en el cas de Nel·lo les seves portades i contra portades al diari La Humanitat o als setmanaris L'Esquella de la Torratxa o a La Campana de Gràcia. Durant els anys que comprenen la seva producció gràfica s'hi pot apreciar l'evolució del seu traç, des de la simplificació lineal i la reducció del detall fins al barroquisme o a la profusió de la línia i de l'ombra en els seus darrers treballs, convertint el seu estil en un tret de distinció genuïnament personal.
Finalment, destacar el contingut dels seus dibuixos que apareix estretament lligat a la reflexió i a la crítica política des d'una perspectiva catalanista, laica, republicana i antifeixista. La majoria de les seves produccions, tant a La Campana de Gràcia com a La Humanitat van estar lligades a la distribució de la propaganda d'Esquerra Republicana de Catalunya de la que, no obstant, mai va formar-hi part.
En el seu conjunt, l'obra de Nel·lo publicada en premsa gràfica entre els anys 1931-1936 reflecteix netament el panorama polític, econòmic i cultural de la Catalunya dels anys de la Segona República. Nel·lo es serveix d'una il·lustració de gran eficàcia i modernitat gràfica, comprimint missatges, eslògans i reflexions personals als seus dibuixos. Tot plegat se'ns mostra com un clar exemple de compromís i lluita social des del món de les arts.
Com a diari catalitzador del pensament republicà de la seva època, La Humanitat exigia des de la seva direcció una projecció iconogràfica eminentment política. És per això que es distingeix en el recull de la seva obra gràfica una sèrie de trets distintius que representen la marca política de Francesc Nel·lo, tant al diari La Humanitat, com en els que hi participarà posteriorment. Aquestes característiques es poden definir en:
- Republicanisme. Les esperances que va fer néixer la república com a forma d'organització política de l'estat són sens dubte el primer i més important dels principis que es reflecteixen en l'obra de Nel·lo. La república oposada a la monarquia borbònica i vista com un ordre d'igualtat, de llibertat i de democràcia.
- Catalanisme. La defensa de l'autonomia de Catalunya, del seu estatut i dels interessos catalans davant la política centralista de l'estat és el segon principi sempre present en el treball de Nel·lo. Es tracta, com correspon a l'ideari d'esquerra republicana del període a un catalanisme autonomista que no es planteja el trencament amb l'estat.
- Democràcia. La democràcia com a sistema polític és el tercer principi que trobem expressat una vegada i una altra. Cal tenir en compte que la segona república arribà després d'un període de dictadura i que la democràcia com a forma de decisió havia estat una reivindicació molt sentida.
- Progressisme. La denúncia de les desigualtats socials, a Catalunya i arreu del món és el quart principi que traspua l'obra de Nel·lo. Una denúncia de les desigualtats que el porta a presentar les solucions d'esquerres com les més desitjables. Però que, com hem vist, denuncia els extremismes i l'enfrontament social violent que, al seu entendre, acaba beneficiant a la dreta.
- ·Antifeixisme. Finalment, en l'obra gràfica de Nel·lo hi ha un profund antifeixisme. Un principi que s'expressa per la denúncia dels règims nazis i feixistes que llavors estaven ascendint en diversos països d'Europa i en una preocupació pel futur dels jueus. Com hem vist, aquest sentiment antifeixista, que té tant més valor perquè s'anticipa als fets, es combina també amb una denúncia de l'imperialisme de tot signe, ja sigui italià, anglès, americà o de qualsevol altre origen.

## Compromís polític amb les esquerres i guerra civil
Francesc Nel·lo, com molts altres dibuixants de l'època, va contribuir mitjançant la producció de cartells a la campanya de les eleccions del 1936 a favor del Front d'Esquerres. En aquesta gran onada de cartellisme, Nel·lo realitzà tres cartells, impresos a dues tintes: un per demanar el vot per reconquerir la llei de contractes de conreu favorables als rabassaires, un altre per alliberar els 30.000 esquerrans empresonats, i el tercer per ressaltar la figura de Lluís Companys.
Entre els dibuixants compromesos hi havia també Hèlios Gómez, artista molt influent, que va tenir la iniciativa de formar el Sindicat de Dibuixants Professionals (SDP), afiliat a la UGT. Nel·lo ajudà a la fundació del sindicat i, en els primers temps, en fou el secretari. També en dissenyà i dibuixà el logotip.
Arran de l'esclat de la Guerra Civil, el 18 de juliol del 1936, el SDP s'apoderà del Palau del Marquès de Barberà, al Portal de l'Àngel cantonada amb Canuda. Hi instal·laren un taller col·lectiu, on els integrants treballaren per produir cartells, pancartes i altres elements de propaganda gràfica. També van habilitar un dipòsit ferroviari a Sant Andreu per pintar vagons de tren amb eslògans i propaganda revolucionaria. El SDP es constituí en comitè revolucionari i els seus membres van ingressar al Comitè Central de Milícies Antifeixistes de Catalunya. Tots els integrants del comitè havien d'estar disposats a prendre armes i anar al front quan fos necessari.
El 2 de setembre de 1937, s'incorporà voluntàriament com a dibuixant al cos de cartografia. Es tractava de substituir les milícies de la CNT-FAI establertes al front d'Aragó per unitats regulars de l'Exèrcit Popular. Nel·lo marxà cap a Alcanyís, a la Terra Baixa, punt estratègic de les comunicacions entre Saragossa, Reus i Tarragona. Ell pensava que l'instal·larien davant d'una taula de dibuix, però van destinar-lo com a cap de centúria en un batalló de fortificacions. Sense instrucció prèvia, el van ascendir a tinent.
Els darrers mesos de la guerra, Nel·lo els passà amb la seva unitat a Cabó, prop de la Seu d'Urgell. L'entrada de les tropes feixistes a Barcelona, el 26 de gener del 1939, el va sorprendre a la mateixa ciutat, on s'havia desplaçat per anar a cercar la soldada de la seva unitat. Davant la impossibilitat de tornar, va lliurar tots els diners i, com que tenia dona i dos fills, va decidir quedar-se a casa en lloc de marxar a l'exili com la majoria de companys del sindicat.
El cap de pocs dies els nous governants van exigir que tots els que haguessin estat oficials de l'exèrcit republicà es presentessin a les autoritats. Nel·lo es presentà i immediatament el van empresonar. Estigué près durant divuit mesos, primer a la Model i després en un centre penitenciari al carrer Sant Elies. A la presó, Nel·lo es feu molt popular i es guanyà alguns diners fent retrats i caricatures dels seus companys de captivitat. El fet que l'empresonessin com a oficial de l'exèrcit republicà fou positiu per ell, ja que si hagués estat culpat pels seus dibuixos i per la seva activitat política la condemna, segurament hauria estat molt més dura.

## Postguerra
Durant els anys de la postguerra Nel·lo, impulsat per l'anonimat forçós, no podrà tornar a publicar en premsa durant les següents dècades. Així doncs, haurà de continuar la seva producció creativa en diversos sectors: 

### Escenògraf teatral
Principalment, Francesc Nel·lo s'intruduirà en el món de l'escenografia. Realitzarà les primeres col·laboracions amb la companyia de teatre d'evasió “Els Vienesos”, i col·laborarà en diversos muntatges de teatre comercial al llarg de les següents dècades. Iniciats els anys 60 participarà, juntament amb el seu fill director i promotor teatral Francesc Nel·lo i Germán, en diverses produccions escenogràfiques pel Grup de Teatre Independent i pels cicles de teatre infantil organitzats per Cavall Fort al Teatre Romea.

### Interiorista i restaurador
En acabar els estudis, a finals dels anys 20, havia treballat a la restauració del Palauet Albèniz i el Convent de Pedralbes de Barcelona, amb el mestre decorador Jaume Llongueras i Badia. També en la mateixa època col·laborà en els salons de la casa de la ciutat de Barcelona, junt amb Llongueras i Xavier Nogués.
Durant els anys del franquisme, Nel·lo recuperà aquesta activitat i intervingué en nombroses restauracions: a la casa Naves d'Argentona, on va treballar junt amb Josep Obiols i Palau, també participà en la segona reforma del Palauet Albèniz junt amb Evarist Móra, i en molts altres llocs, entre ells la Casa Castellaranau de Tarregona amb César Martinell.

### Professor a l'Escola Massana
Francesc Nel·lo fou professor de l'Escola Massana del 1961 fins a jubilar-se l'any 1978. Hi va entrar convidat per Lluís M. Güell, va ser fundador de la secció de Disseny Gràfic, Interiorisme i Estampats de l'Escola. De la secció d'estampats en va ser responsable fins a la seva jubilació.

### Pintor
Nel·lo, compaginà sempre amb aquestes activitats professionals, la producció pictòrica. Pintà paisatges, natures mortes, però sobretot s'interessà per la figura.
Així, va donar a conèixer la seva obra pintòrica en nombroses ocasions, en galeries i sales d'art com les Galeries Laietanes, la Sala Parés, el Foment d'Arts Decoratives, les Galeries Argos, la Sala d'Art Canuda.

## Catàleg d'obra
Il·lustracions de Francesc Nel·lo a la premsa gràfica: una selecció. Font: L'Arxiu de Revistes Catalanes Antigues (ARCA). Hemeroteca digital:  http://www.bnc.cat/digital/arca/index.html

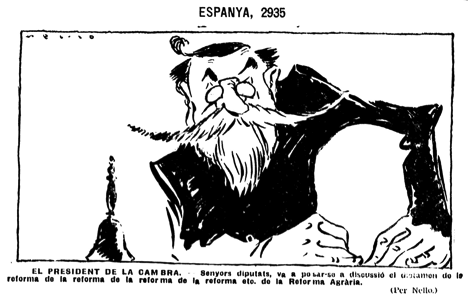
La Humanitat, nº385. 21 de juliol de 1935
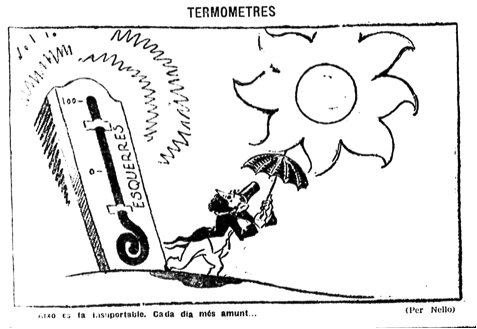
La Humanitat, nº389. 7 de juliol de 1935
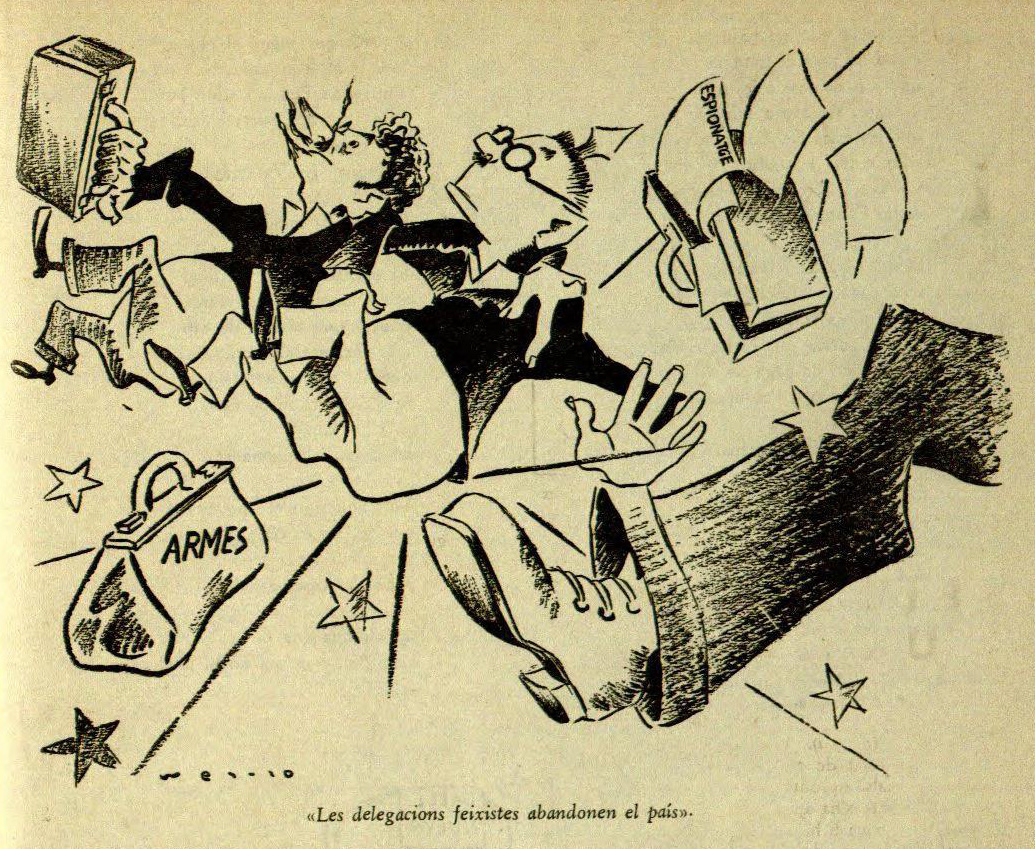
Papitu, nº1445. 3 de desembre de 1936
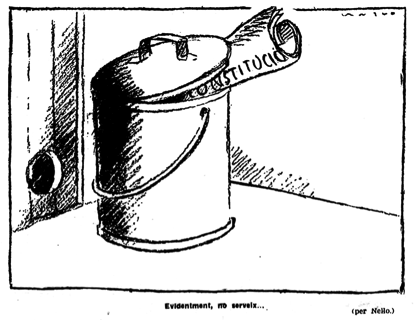
La Humanitat, nº392. 24 d'agost de 1935
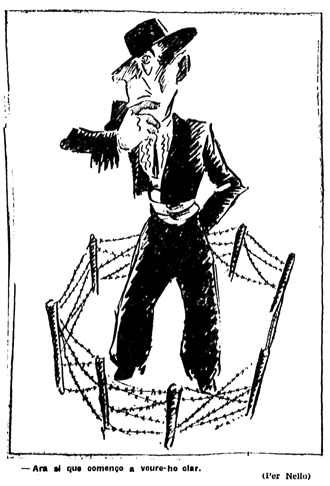
La Humanitat, nº368. 14 de maig de 1935
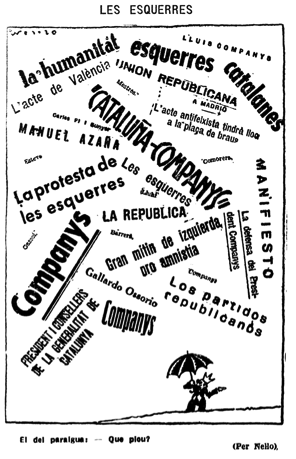
La Humanitat. nº373. 25 de maig de 1935
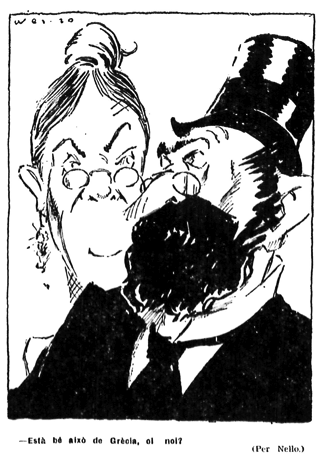
La Humanitat, nº378. 23 de juny de 1935
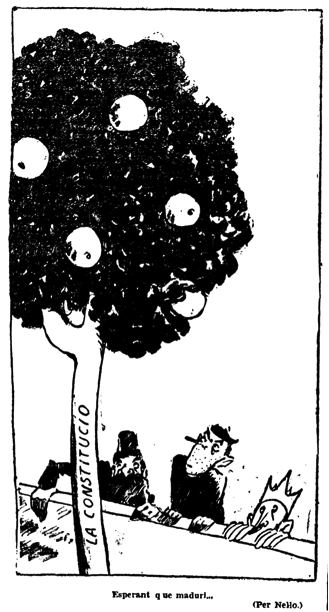
La Humanitat, nº379. 25 de juny de 1935